# Boophis andrangoloaka
Espèce
Synonymes
- Rhacophorus andrangoloaka Ahl, 1928
- Rhacophorus brevirostris Ahl, 1928
- Boophis angrangoloaka (Ahl, 1928)

Statut de conservation UICN

 EN B1ab(iii) : En danger
Boophis andrangoloaka est une espèce d'amphibiens de la famille des Mantellidae.

## Répartition
Cette espèce est endémique du Nord-Ouest de Madagascar. Elle n'est connue qu'à Andrangoloaka et dans la réserve spéciale d'Ambohitantely.

## Étymologie
Cette espèce est nommée en référence au lieu de sa découverte, Andrangoloaka.

## Publication originale
- Ahl, 1928 : Neue Frösche der Gattung Rhacophorus aus Madagaskar. Zoologischer Anzeiger, vol. 75, p. 311-318.